# Église Saint-Félix de Ropidera
Vous lisez un « bon article » labellisé en 2018.
L'église Saint-Félix de Ropidera (catalan : Sant Feliu de Ropidera) est une église romane fortifiée et en ruines située dans le village médiéval déserté de Ropidera, sur le territoire de la commune de Rodès, dans le département français des Pyrénées-Orientales.
Bâtie au XIIe siècle, l'église Saint-Félix est peut-être abandonnée dès le XVe siècle, mais reste le siège d'une cure jusqu'au XVIIIe siècle.
Établie sur les rebords escarpés d'un plateau surplombant le fleuve Têt, l'église Saint-Félix mesure quinze mètres de long pour cinq de large. La voûte en berceau de sa nef unique s'est effondrée, de même qu'une partie de la voûte en cul-de-four de son abside, après l'abandon progressif du village de Ropidera à la fin du Moyen Âge.
L'emplacement de l'église, légèrement au sud de la frontière entre l'Espagne et la France fixée au traité de Corbeil de 1258, a conduit les autorités à faire construire une haute tour de guet au-dessus de son abside à la fin du XIIIe siècle ou au début du XIVe siècle. De cette tour subsiste un angle d'une quinzaine de mètres de haut.

## Situation
Le plateau de Ropidera fait partie des contreforts orientaux des Pyrénées, dans une région charnière entre les montagnes pyrénéennes et la plaine du Roussillon méditerranéenne. Il surplombe la vallée de la Têt, sur sa rive gauche, peu avant que ce fleuve débouche sur la plaine du Roussillon. Il est entièrement situé sur la commune de Rodès, dont il constitue environ la moitié du territoire.
Le village de Rodès est situé dans la vallée au bord de la Têt, le reste de la commune se situant sur la rive droite. Ropidera est situé sur la partie escarpée joignant la vallée au plateau.
L'église Saint-Félix se situe à l'extrémité nord-ouest du village médiéval ruiné de Ropidera, sur le plateau du même nom, sur une hauteur dominant le village. Cette disposition d'une église excentrée par rapport à son village est inhabituelle.

## Toponymie
En catalan, le prénom Félix se dit Feliu. L'ancienne paroisse de Ropidera se nomme aussi les Cases (« les maisons »). Ces deux noms sont parfois francisés en Ropidère, Roupidère, Las Cazas, ce qui fait que l'église est parfois nommée Saint-Félix de Roupidère, Saint-Félix de las Cazas ou Sant Feliu de les Cases,.
L'église est dédiée à saint Félix de Gérone (ou Félix l'Africain).

## Description
L'église Saint-Félix est un bâtiment en ruines de 15 m de long pour 5 m de large, à nef unique, prolongée à l'est par une abside semi-circulaire.

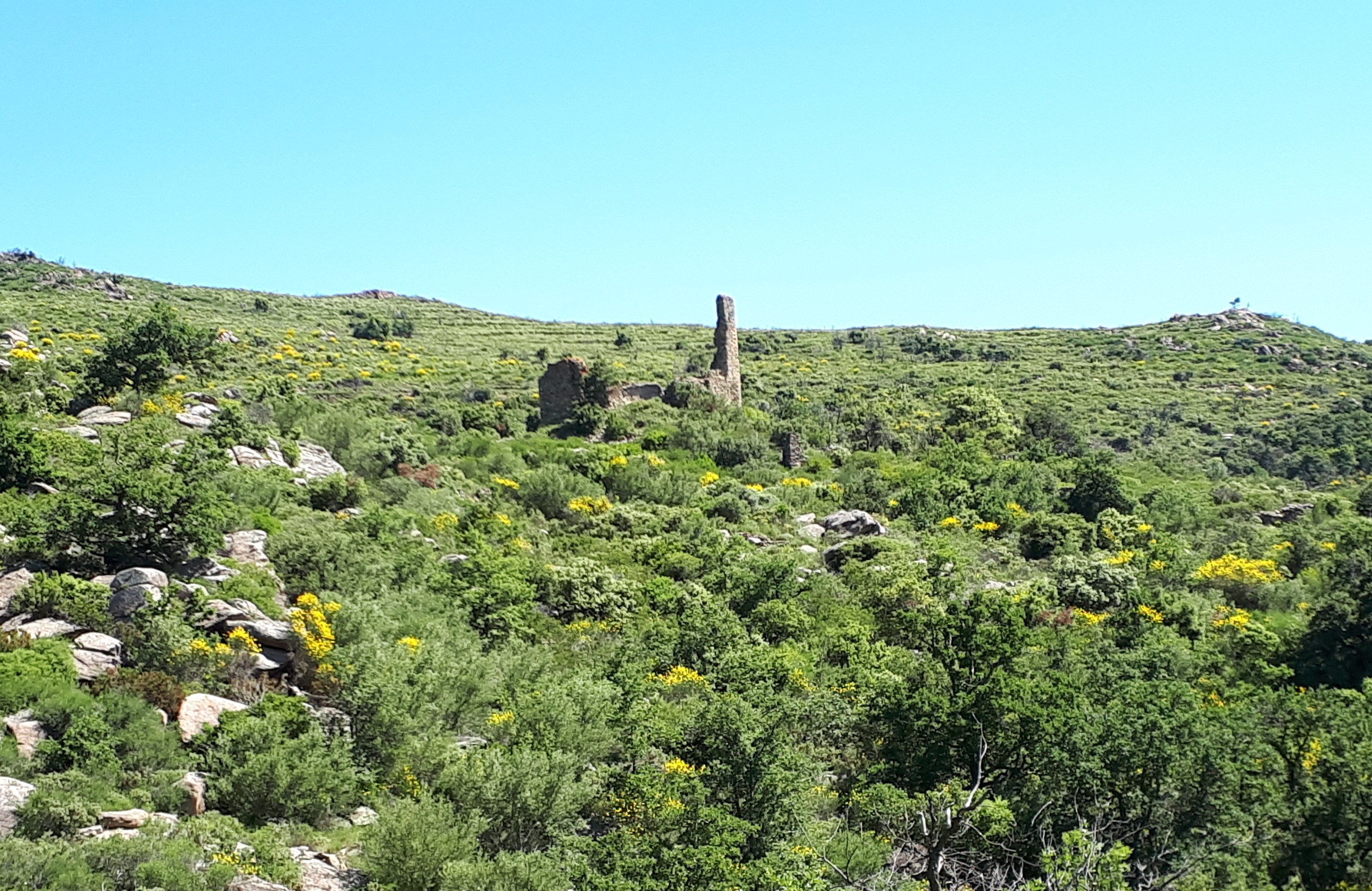
Les vestiges de l'église, vus depuis le sud
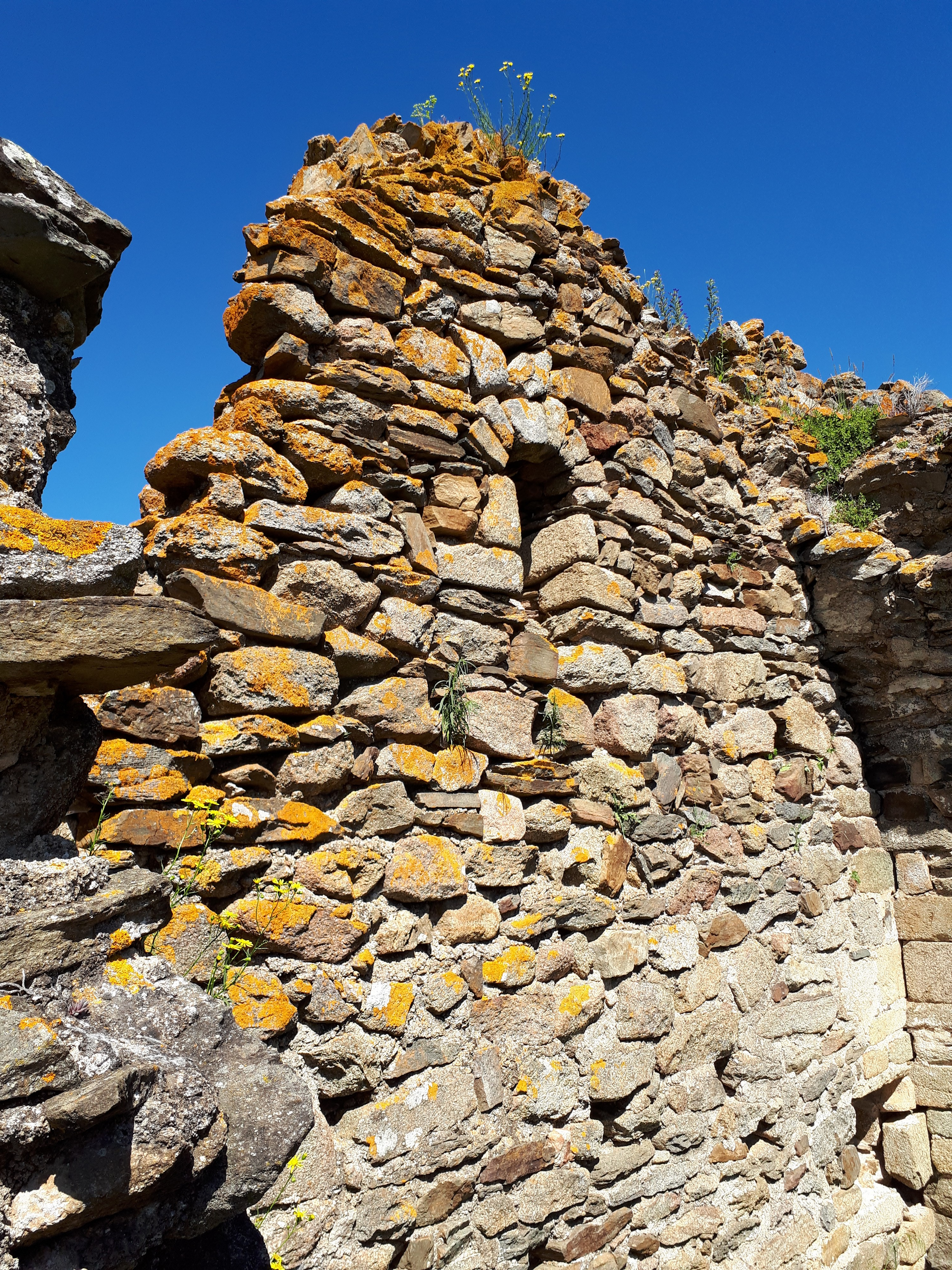
Une partie du mur ouest de Saint-Félix de Ropidera

La voûte de la nef rectangulaire, effondrée, devait être en berceau. L'accès à l'église se faisait par une porte donnant sur le mur sud, qui est totalement effondré. Il y avait peut-être également une autre petite porte au nord,. La nef est éclairée à l'ouest par une petite fenêtre en plein cintre. L'appareil de la nef est fait de pierres irrégulières qui pouvaient être renforcées aux angles par des blocs plus grands et mieux équarris.
L'abside conserve en partie sa couverture en cul-de-four. Elle est munie d'une fenêtre à l'est et une autre au sud-est, toutes deux en plein cintre. Au-dessus des fenêtres, à l'intérieur de l'abside, court une frise en relief de 17 cm de haut. Son appareil est fait de petits moellons dans la partie basse puis, au-dessus des fenêtres, de pierres plus grandes et régulières.
Vue de l'extérieur, l'abside semble rectangulaire. Il s'agit d'une tour dont il reste les murs encadrant l'abside et l'angle sud-est, haut d'une quinzaine de mètres. La construction de cette tour a entrainé le bouchage des fenêtres de l'abside. La tour pouvait être accessible par une entrée donnant au-dessus du toit de l'abside. L'état des lieux ne permet pas de savoir si un accès était possible depuis l'intérieur de l'église,. La hauteur de la tour la rend visible depuis la vallée de la Têt et la route nationale 116.
Au nord et à l'ouest de l'église se trouve un fossé de six à sept mètres de large, au sud et à l'est un mur épais de 1,30 m. Cette zone protégée autour de l'église pouvait être un réduit défensif ou un cimetière fortifié.

## Histoire
Ropidera est mentionné en 955, puis en tant que villa en 1011, ce qui suggère que le lieu était déjà doté d'une église. Cependant, le premier texte citant l'église Saint-Félix ne date que de 1204. Au bilan, l'église actuelle semble avoir été construite au XIIe siècle, dans la première moitié selon Catalunya romànica ou à la fin de ce siècle pour l'historienne Géraldine Mallet.
En 1205, l'église est, avec d'autres, un fief tenu par Pierre de Domanova pour Guillaume, vicomte de Castelnou. Le vocable de l'église, Saint-Pierre et Saint-Félix, apparait dans un texte de 1356.
La tour surplombant l'église est édifiée aux alentours de 1300. Elle devait servir, après le traité de Corbeil de 1258 qui rapprochait la frontière entre la couronne d'Aragon et le royaume de France de Ropidera, de tour de guet pour prévenir les incursions françaises. Plusieurs textes postérieurs font état d'un castell (château) de Ropidera, en parlant peut-être de cette église fortifiée.
Les habitants se plaignent dès 1381 de leur extrême pauvreté. Le village est abandonné, sans doute au cours du XVe siècle, même si ses terres restent exploitées. L'église n'est plus entretenue à partir du XVe siècle ou du début du XVIe siècle. En 1570, un curé est nommé à Saint-Pierre-et-Saint-Félix. À cette occasion, une enquête est menée auprès des habitants de Vinça qui témoignent que l'église est abandonnée, désaffectée et en ruines. Ce chapelain n'est pas tenu de résider à Ropidera, il est affecté à Vinça où se trouve son travail quotidien. La cure apporte cependant un revenu jusqu'au XVIIIe siècle.